# فيصل بن عبد الله العامودي
فيصل بن عبد الله العامودي دبلوماسي سعودي، وهو سفير السعودية لدى إندونيسيا منذ 3 يناير 2023. تولى مناصب عدة في "وزارة الخارجية السعودية" منها: نائب وكيل الوزارة للشؤون السياسية والاقتصادية، ووكيل وزارة الخارجية للشؤون السياسية والاقتصادية المكلف، ووزير مفوض.